# Panhellenism
Panhellenismen är en storgrekisk pannationell rörelse från slutet av 1800-talet, som strävar efter ett ”storhelleniskt” rike, att politiskt förena alla de områden, som uteslutande eller till övervägande del är bebodda av folk av grekisk etnicitet och med grekiskt språk eller under milletsystemet tillhörde den grekisk-ortodoxa kyrkan.

## Rötter
Bland bärare under forntiden av dylika panhelleniska idéer kan nämnas Perikles och Lysander.  Alexander den store och östromerska riket förverkligade i sin mån dessa idéer, men efter Östroms slutliga fall 1453 dröjde det ända till 1700-talets slut innan panhellenismen på allvar framträdde bland grekerna (som under det osmanska styret förlorat sin frihet), till en början representerad av hemliga sällskap, hetairior.

## Utveckling
Panhellenistiska strävanden har sedermera genomgått såväl det grekiska frihetskrigets som hela det nygrekiska kungarikets historia. De har under tidigt 1900-tal försökt, att med Konungariket Grekland införliva dels Epirus och den turkiska delen av Thessalien, dels Kreta och övriga mestadels av greker bebodda öar i Egeiska havet.
Grekisk-turkiska kriget 1897 blev genom grekernas förkrossande nederlag ett hårt slag mot panhellenismen, men desto större framgångar vann den genom balkankriget 1912–1913 då en stor del av Makedonien erövrades. Grekland försökte på nytt att erövra områden i Mindre Asien – ”megali idea” (’stora idén’) – under grek-turkiska kriget (1919–1922), men misslyckades.

### Efter 1945
Efter andra världskriget, och särskilt under den militärjunta som tog makten i Aten 1967, kom panhellenismen att bli identisk med beteckningen enosis (’enhet’). Till följd av de enosisförsök militärjuntan gjorde under Cypernkrisen 1974, och som kulminerade med en invasion av ön 1974, invaderades Cypern istället delvis av Turkiet (se vidare Cypernfrågan).